# Абу-Зенима
Абу-Зенима (араб. أبو زنيمة‎) — город на северо-востоке Египта, расположенный на территории мухафазы Южный Синай.

## Географическое положение
Город находится на западе мухафазы, на западном берегу Суэцкого залива Красного моря, на расстоянии приблизительно 98 километров (по прямой) к северо-западу от Эт-Тура, административного центра провинции. Абсолютная высота — 10 метров над уровнем моря. Ближайшие населённые пункты: Абу-Рудайс, Макман-эт-Тияха, Баракат, Эз-Зафарана, Рас-Матарима, Рас-Сидр.
Климат характеризуется как аридный жаркий (BWh в классификации климатов Кёппена).
| Показатель                    | Янв. | Фев. | Март | Апр. | Май  | Июнь | Июль | Авг. | Сен. | Окт. | Нояб. | Дек. |
| ----------------------------- | ---- | ---- | ---- | ---- | ---- | ---- | ---- | ---- | ---- | ---- | ----- | ---- |
| Средний суточный максимум, °C | 17,8 | 19,6 | 23,2 | 27,1 | 31,1 | 33,9 | 35   | 35   | 32,9 | 29   | 24,2  | 19,5 |
| Средняя температура, °C       | 13,6 | 15   | 18,2 | 21,9 | 25,8 | 28,5 | 29,9 | 29,8 | 27,7 | 24,3 | 19,6  | 15,2 |
| Средний суточный минимум, °C  | 8,8  | 9,6  | 12,1 | 15,2 | 19   | 21,6 | 23,3 | 23,3 | 22,6 | 18,9 | 14,5  | 10,6 |
| Норма осадков, мм             | 5    | 4    | 2    | 0    | 0    | 0    | 0    | 0    | 0    | 0    | 1     | 3    |
| Источник: Weatherbase         |      |      |      |      |      |      |      |      |      |      |       |      |

## Демография
По оценочным данным Центрального агентства общественной мобилизации и статистики Египта, численность населения Абу-Зенимы в 2018 году составляла 4442 человека (2217 мужчин и 2207 женщин).

## Транспорт
Ближайший крупный гражданский аэропорт — Международный аэропорт Шарм-эш-Шейх.